# Тереза Нейман

Тереза Нейман

Тере́за Не́йман (Но́йман) (нім. Therese Neumann; 8 або 9 квітня 1898, Коннерсрейт, Баварія, Німеччина — 18 вересня 1962 там само) — німецька селянка відома своїми стигматами та містичними здібностями, серед яких 40-річне утримання від їжі та пиття і здатність говорити древніми мовами.

## Ранні роки життя
Тереза Нейман народилась і виросла у багатодітній сім'ї кравця Фердинанда Неймана і його дружини Анни. Працювала покоївкою. У віці 20 років, намагаючись допомогти врятувати ферму одного із своїх родичів від пожежі, пошкодила хребет, після чого була частково паралізована та перестала ходити. Згодом, через нове падіння, почала втрачати зір і в 1919 році цілковито осліпла. Її батько, що на той час повернувся з війни, де був солдатом піхоти, привіз їй із Франції зображення святої Терези з Лізьє, до якої як до своєї тезки Нейман починає молитись. 29 квітня 1923 року в день, коли Тереза з Лізьє була проголошена блаженною, до неї повертається зір. Згодом, через два роки, в день коли Тереза з Лізьє була урочисто причислена до лику святих 17 травня 1925 року зникла паралізованість ніг і Тереза Нейман знову починає ходити.

## Містичний досвід

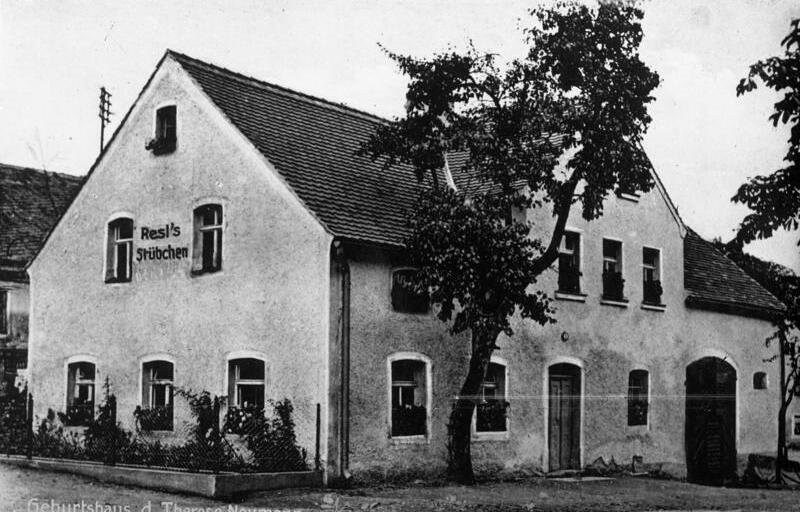
Родинний будинок Нейманів у Коннерсрейті, 1926 рік. Приблизно в цей час в Терези Нейман з'явились стигмати

Через рік після одужання, на Страсну п'ятницю, за словами Терези Нейман, на її тілі вперше з'являються рани, які вона спочатку намагалась приховувати. Однак рани на руках і ногах мали вигляд характерний для стигматів, що стало звертати до Терези увагу оточуючих. З того часу і до кінця життя, починаючи із вечора четверга до дня п'ятниці рани розкривались і починали кровоточити. Кров з'являлась і на інших ділянках тіла, особливо інтенсивно з очей. Після 15:00 кожної п'ятниці Тереза занурювалась у глибокий сон, прокидаючись в бадьорому настрої і з закритими ранами в неділю зранку.
Приблизно з 1922 року Тереза Нейман перестала споживати будь-яку їжу, а після появи стигматів і пити. До самої смерті вона тільки щоденно приймала Святе Причастя, при тому на втрачаючи ваги та не виказуючи будь-яких інших проблем із здоров'ям, які пов'язані із тривалим недоїданням. З ранку неділі до вечора кожного четверга вела звичайний спосіб життя, працювала по господарству і деколи їздила в подорожі Німеччиною. Під час своїх містичних переживань Тереза Нейман могла бачити події описані в Євангеліях, уточнюючи та доповнюючи їх деталями. Так, наприклад вона могла відтворити діалектні особливості арамейської мови на якій говорили в ті часи у Палестині, при чому перевірка на наукову достовірність не лише підтвердила її справжність, але й помогла розв'язати ряд невирішених до того часу лінгвістичних проблем. Іншими доступними Терезі Нейман мовами була латинська, грецька, французька та іврит. Головною подією, яку переживала Нейман були Страсті Христові, з чим і були пов'язані відкриття ран із стигматів та поява крові на тілі, проте вона могла бачити не лише події описані в Євангелії, але й епізоди з життя святих, а також тих людей, які відвідували її, вражаючи своєю точністю найбільших скептиків, багато з яких після цього приймали католицизм або переходили в нього з протестантизму.

## Критика і дослідження

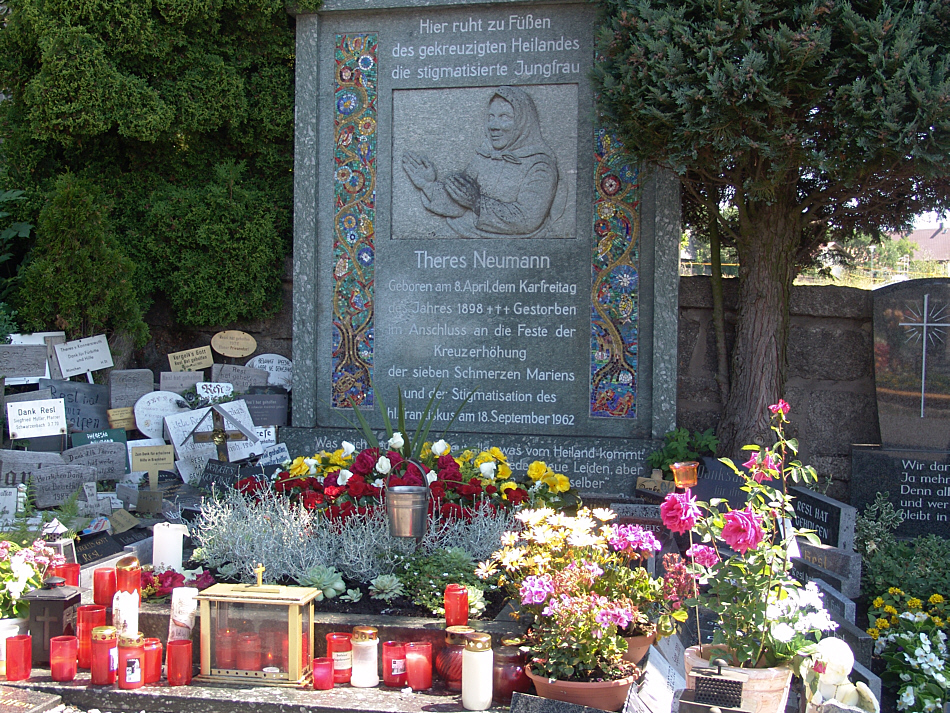
Могила Терези Нейман

Зростаюча популярність Терези Нейман звернула до неї увагу владних кіл тодішньої нацистської Німеччини. З огляду на негативне ставлення Нейман до націонал соціалізму була розпочата кампанія з її дискредитації та приниження. Так, наприклад, уряд відмовив Терезі у продовольчих картках, мотивуючи це тим, що вона їх не потребує бо і так не їсть, а натомість видавав їй подвійну порцію мила, оскільки вона щотижня мусила прати свій одяг від крові. Знаходилась під наглядом Гестапо. До критиків Терези Нейман належав також і католицький священик і публіцист Йозеф Ханауер, який говорив про наявність у її феномені протиріч і проблем.
З іншого боку відомий німецький публіцист Фріц Герліч, якому церква надала дозвіл на певний час спостерігати Терезу Нейман, опублікував праці, в яких підтверджував непідробність її містичного досвіду. Після знайомства з Терезою, Герліч прийняв католицьку віру та взяв церковний шлюб із своєю дружиною.
У 2004 році відомий біолог криміналіст Марк Бенеке опублікував у газеті «Зюддойчецайтунґ» статтю, в якій підтвердив приналежність крові із ран Терезі Нейман, а не тваринам, як допускали скептики.
З 2005 року почався процес беатифікації Терези Нейман.